# Топлец
Топлец (на македонска литературна норма: Топлец) е археологически обект, римски бани, край Нов Дойран, Северна Македония.

## Местоположение
Намира се на 4 km северно от Нов Дойран, на главния път, на ръба на Хасанлийското поле. В района има топли извори.

## Описание
Разкрити са останки от архитектурна пластика от мрамор (колони и капители). На повърхността се откриват фрагменти от керамични съдове и строителен материал.
Археологическият обект около горещите извори е обявен за културно наследство на Северна Македония.
Находките се съхраняват в Музея на Македония.